# 밀양대학교
밀양대학교(密陽大學校, Miryang National University)는 1923년 설립된 밀양공립농잠학교(3년제)를 모태로 하는 국립 산업대학이었다. 이후 2006년 부산대학교에 통합, 부산대학교 밀양캠퍼스로 변경되었다.

## 주요 연혁
- 1923년 11월 17일 밀양공립농잠학교(3년제) 설립 인가
- 1924년 5월 6일 개교
- 1946년 9월 1일 밀양공립농림중학교(6년제) 학칙 변경
- 1950년 5월 17일 밀양농잠고등학교(3년제)로 변경
- 1954년 7월 26일 병설 밀양상업고등학교 설립인가
- 1955년 9월 19일 밀양농잠고등학교 병설중학교 설립인가
- 1960년 4월 1일 밀양실업고등학교로 학교 명칭 변경(학칙변경인가 1959년 11월 30일), 중학교 및 상업고등학교 폐지(중학교→밀양중학교, 상업고등학교→밀양실업고등학교로 편입)
- 1974년 3월 1일 밀양잠사전문학교(2년제) 개편, 잠업과와 제사과 설치, 입학정원은 80명
- 1975년 12월 31일 밀양농잠전문학교(2년제)로 학교 명칭 변경, 농업토목과 및 농가정과 추가 개설(4개학과 10학급), 입학정원은 200명
- 1976년 9월 1일 국립으로 이관(대통령령 제8233호)
- 1979년 3월 1일 밀양농잠전문대학(2년제)로 개편, 4개학과 12학급, 입학정원은 240명
- 1980년 농업경영과 개설
- 1982년 농업과 개설, 총 8개 학과, 입학정원은 506명
- 1984년 축산과 개설, 제사과가 견섬유과로 명칭 변경, 총 9개 학과, 입학정원은 506명
- 1985년 원예과, 조경과 개설, 총 11개 학과, 입학정원은 462명
- 1990년 농업기계과, 환경보호과 개설
- 1991년 밀양전문대학으로 교명 변경, 전자계산과 개설, 농업토목과가 토목과로, 농업건축과가 건축과로 명칭 변경
- 1993년 밀양산업대학교로 학칙인가 및 개교
- 1994년 재료공학과, 정보통신공학과, 행정학과 개설, 교양과정부 개설
- 1996년 생물공학과, 회계정보학과 개설
- 1997년 농업기계학과가 기계공학과로, 농업경영학과가 산업경제학과로 명칭 변경, 산업대학원 설립, 농학과, 토목공학과, 환경건축학과 개설
- 1999년 밀양대학교로 학교 명칭변경
- 2001년 산업대학원 학과 증설
- 2006년 3월 1일 밀양대학교와 부산대학교 통합, 부산대학교 밀양캠퍼스 출범

## 통합되기 전 설치 학과 및 기관

### 대학
식물자원학과, 동물자원학과, 원예학과, 바이오정보과학부, 식품환경공학부, 컴퓨터공학부, 정보통신공학부, 토목공학과, 건축학부, 신소재공학부, 조경학과, 기계공학과, 응용고분자공학과, 생명공학과, 패션디자인학과, 사회과학부, 회계정보학과, 교양과정부, 애니메이션학과, 레저스포츠학과, 자율전공학부

### 산업대학원
식물자원학과, 동물자원학과, 원예학과, 잠사곤충생물학과, 생물공학과, 토목공학과, 건축공학과, 환경공학과, 조경학과, 컴퓨터공학과, 정보통신공학과, 기계공학과, 재료공학과, 응용고분자공학과, 식품과학과, 행정학과, 통상경제학과, 회계정보학과, 패션디자인학과

### 부속 기관
- 학술정보원
- 산학협력단
- 박물관
- 신문방송국
- 출판부
- 보건진료소
- 예비군대대
- 창업보육센터
- 평생교육원

### 대학내 연구소
- 건설기술연구소
- 건설과학기술연구소
- 산업과학시술연구소
- 생명자원개발연구소
- 식품산업기술연구소
- 지역개발연구소